# Governació de Menufeya
La governació de Menufeya (àrab: محافظة المنوفية, muḥāfaẓat al-Manūfiyya) és una de les governacions o muhàfadha d'Egipte, situada al nord del país. La seva capital és Shibin el-Kom, i l'any 2006 tenia 3.270.404 habitants. Les principals ciutats són Quesna, Tala, Bagour, Menouf, Ashmoun i Sers el-Lyan. L'agricultura és la base de l'economia de la governació.
En aquesta governació hi van néixer dos dels presidents egipcis: Anwar el-Sadat (1918-1981, nascut a Mit Abu al-Kum) i Hosni Mubarak (nascut el 1928 a Kafr-El Meselha).